# قشلاق صوفی محمود
قشلاق صوفی محمود یک روستا در ایران است که در استان اردبیل واقع شده‌است.